# كراي واندررز
كراي واندررز (بالإنجليزية: .Cray Wanderers F.C)‏ هو نادي كرة قدم إنجليزي شبه محترف ومقره سيدكوب، لندن. استنادًا إلى تقارير لاحقة، يزعم النادي أنه تم تأسيسه في وقت ما في عام 1860 في قريتي سانت ماري كراي وسانت بول كراي بالقرب من أوربينجتون. مثل هذا التاريخ سيجعله أحد أقدم أندية كرة القدم في العالم.